# Zuiderzee

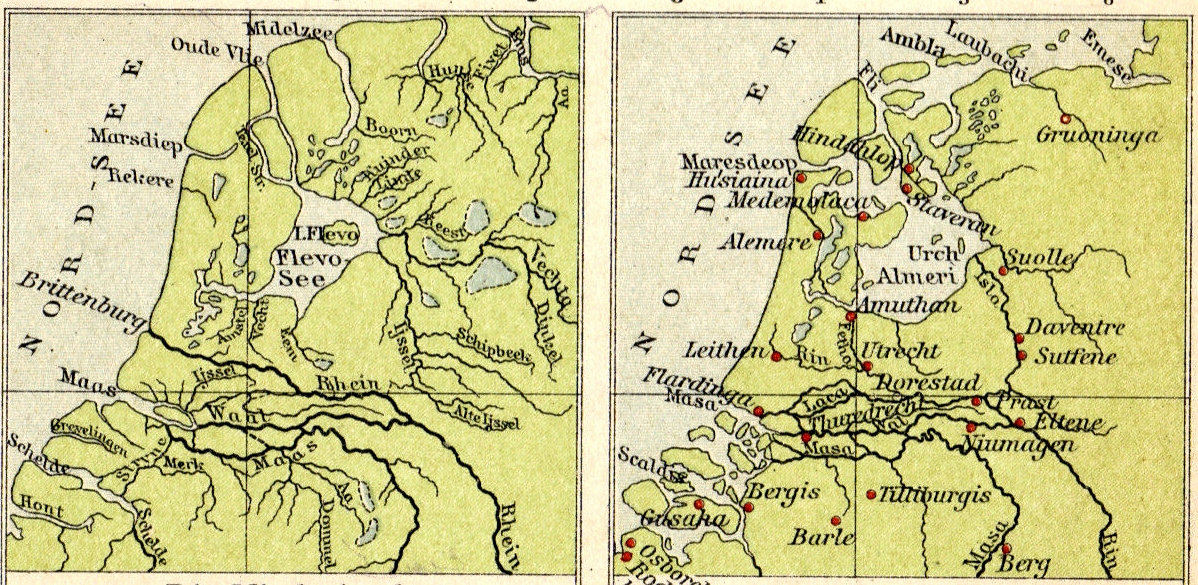
Přibližná mapa severního Nizozemska v 1. století (vlevo) a 10. století (vpravo)

Zuiderzee [ˈzœydərzeː]IPA (volný český překlad Jižní moře) je název zaniklého zálivu Severního moře v Nizozemsku. Jednalo se o mělkou zátoku o rozloze přibližně 5 000 km² a rozměrech 100 × 50 km, která byla propojena přes Waddenzee a Západofríské ostrovy se Severním mořem. Tento mořský záliv vznikl při katastrofální záplavě zvané Povodeň svaté Lucie v noci ze 13. na 14. prosince 1287. Předtím se zde nacházelo podstatně menší sladkovodní jezero.

## Zuiderzeewerken
Na konci 19. století se objevily plány na přehrazení Zuiderzee a jeho odstřižení od Waddenzee, celý projekt dostal název Zuiderzeewerken a byl realizován po většinu 20. století. Hráz Afsluitdijk byla dokončena v roce 1933 a z mořského zálivu Zuiderzee se stalo přehradní jezero, pro které se začal používat název IJsselmeer. Plocha nového jezera byla následně podstatně zmenšena realizací poldrů Wieringermeer, Noordoostpolder, Flevopolder (sestávající z Oostelijk Flevoland a Zuidelijk Flevoland), jež se nacházejí pod úrovní vody v jezeře. Později byla vystavěna hráz Houtribdijk, která od jezera IJsselmeer oddělila vodní plochu Markermeer.

## Fotogalerie

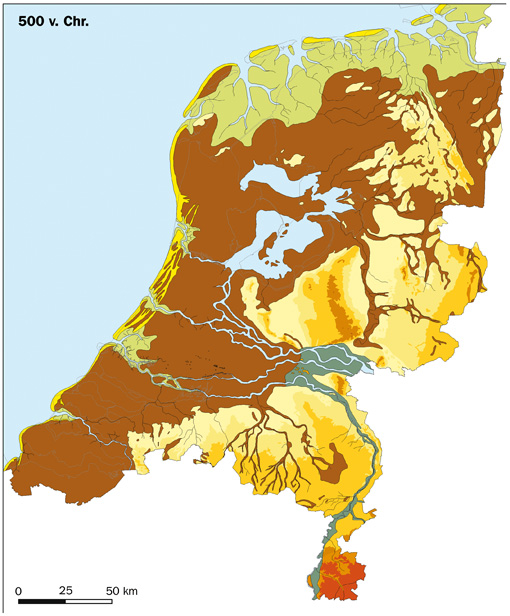
Holandsko v roce 500 př. n. l.
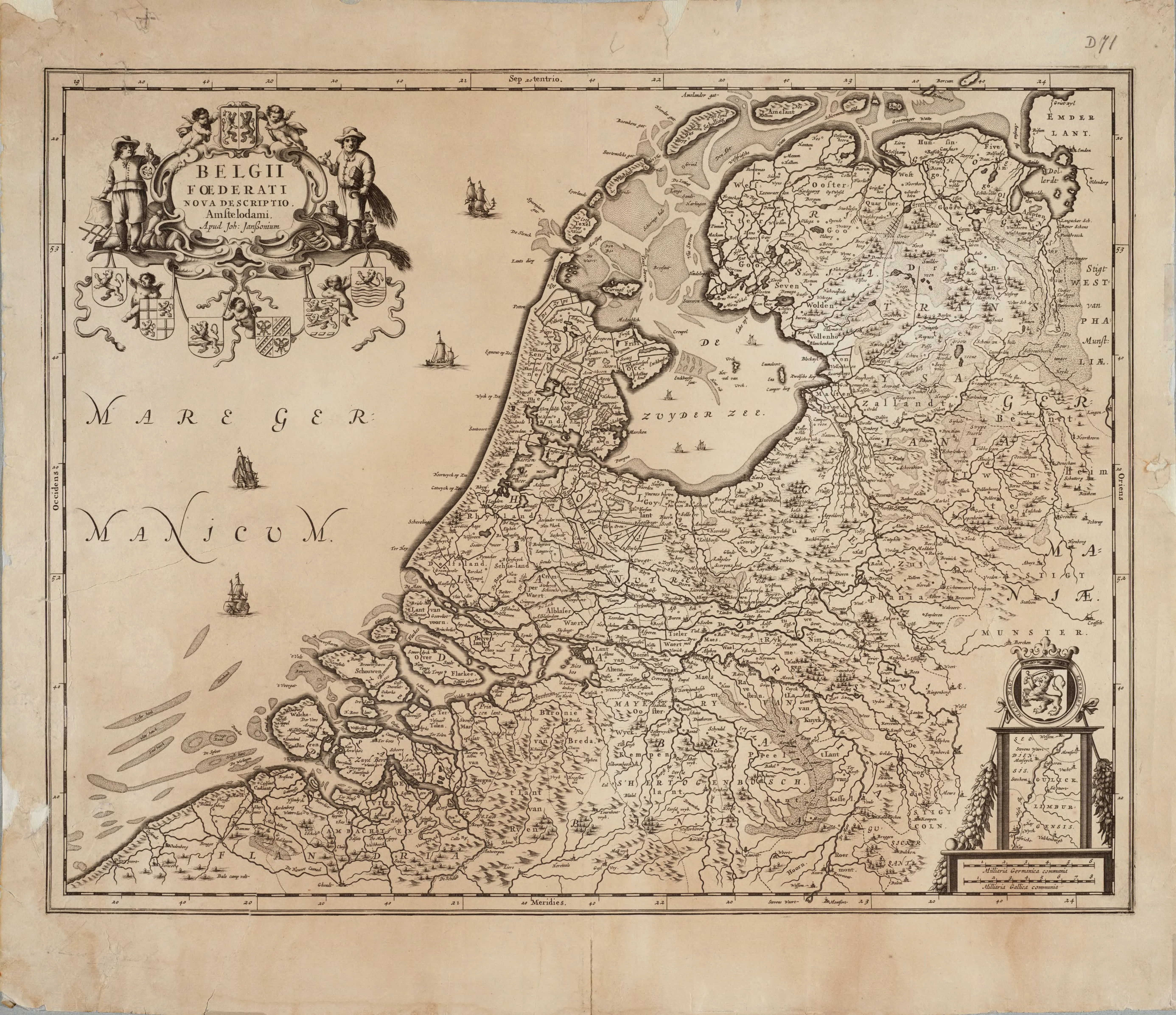
mapa Nizozemska z roku 1658
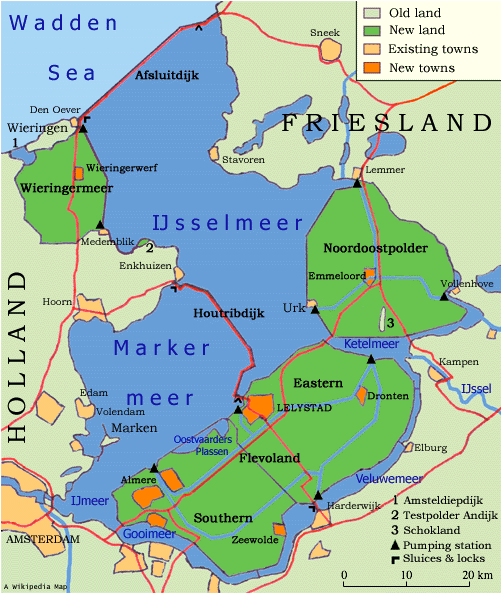
mapka Zuiderzeewerken
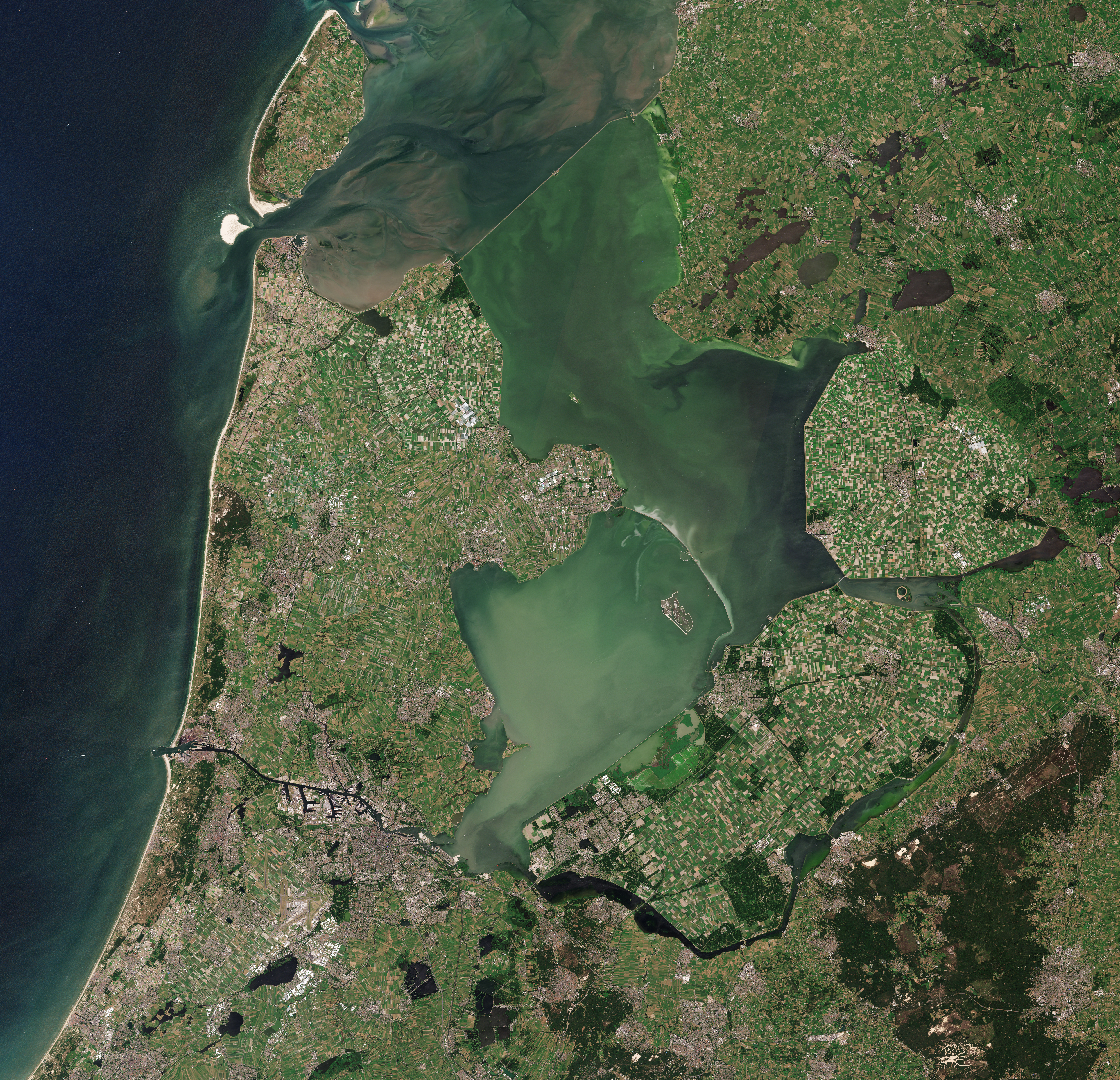
satelitní snímek severního Nizozemska
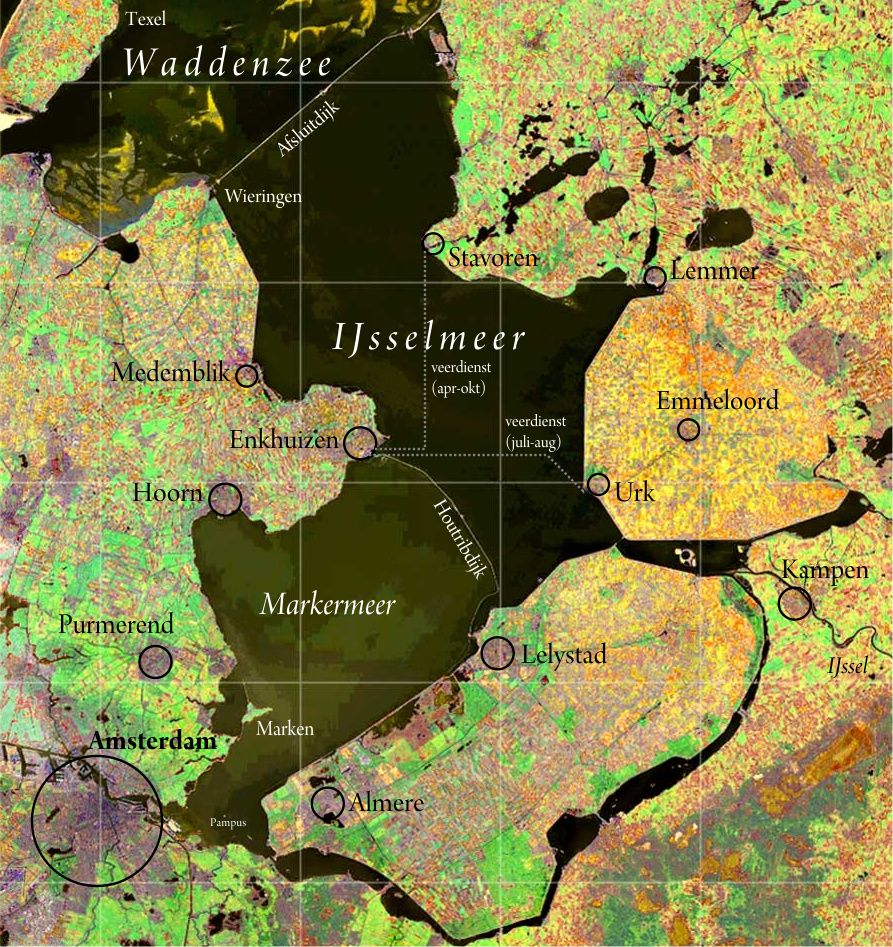
satelitní snímek oblasti Zuiderzee (nepravé barvy)